# Oliver Berntzon
Oliver Berntzon (ur. 2 sierpnia 1993 w Anderstorp) – szwedzki żużlowiec. Brązowy medalista drużynowych mistrzostw Europy (Lendava 2011). Dwukrotny brązowy medalista drużynowych mistrzostw świata juniorów (Gniezno 2012 oraz Slangerup 2014). Dwukrotny finalista indywidualnych mistrzostw Europy juniorów (Opole 2012 – X miejsce, Güstrow 2013 – IV miejsce). Dwukrotny medalista młodzieżowych indywidualnych mistrzostw Szwecji: srebrny (Vetlanda 2013) oraz brązowy (Nyköping 2014). Dwukrotny srebrny medalista indywidualnych mistrzostw Szwecji (Eskilstuna 2018, Målilla 2020). W 2021 wywalczył w tych rozgrywkach brązowy medal.
Reprezentował Szwecję w Speedway of Nations 2020, gdzie w duecie z Fredrikiem Lindgrenem zajął czwarte miejsce. 22 sierpnia 2020 poprzez zajęcie drugiego miejsca w Grand Prix Challenge wywalczył awans do cyklu Grand Prix na przyszły rok. Berntzon zajął 15. miejsce i nie utrzymał się w cyklu na następny sezon. Jego najlepszym wynikiem było 9. miejsce podczas pierwszej z dwóch rund w Toruniu.
W lidze szwedzkiej od 2021 reprezentuje barwy Lejonen Speedway. W lidze polskiej od sezonu 2021 zawodnik klubu TŻ Ostrovia Ostrów Wlkp. W pierwszym roku startów wywalczył z nią awans do Ekstraligi na sezon 2022.

## Starty w Grand Prix (indywidualnych mistrzostwach świata na żużlu)

### Punkty w poszczególnych zawodachGrand Prix
| Sezon 2013                   |                       |                       |                         |                                 |                                 |                                 |                      |                                |                     |                        |                   |         |         |         |         |         |         |         |         |         |         |        |        |        |        |        |        |        |        |        |        |        |        |
| GP Nowej Zelandii – Auckland | GP Europy – Bydgoszcz | GP Szwecji – Göteborg | GP Czech – Praga        | GP Wielkiej Brytanii – Cardiff  | GP Polski – Gorzów Wielkopolski | GP Danii – Kopenhaga            | GP Włoch – Terenzano | GP Łotwy – Dyneburg            | GP Słowenii – Krško | GP Skandynawii – Solna | GP Polski – Toruń | miejsce | miejsce | miejsce | miejsce | miejsce | miejsce | miejsce | miejsce | miejsce | miejsce | punkty | punkty | punkty | punkty | punkty | punkty | punkty | punkty | punkty | punkty |        |        |
| –                            | –                     | –                     | –                       | –                               | –                               | –                               | –                    | –                              | –                   | 2                      | –                 | 28      | 28      | 28      | 28      | 28      | 28      | 28      | 28      | 28      | 28      | 2      | 2      | 2      | 2      | 2      | 2      | 2      | 2      | 2      | 2      |        |        |
| Sezon 2018                   |                       |                       |                         |                                 |                                 |                                 |                      |                                |                     |                        |                   |         |         |         |         |         |         |         |         |         |         |        |        |        |        |        |        |        |        |        |        |        |        |
| GP Polski – Warszawa         | GP Czech – Praga      | GP Danii – Horsens    | GP Szwecji – Hallstavik | GP Wielkiej Brytanii – Cardiff  | GP Skandynawii – Målilla        | GP Polski – Gorzów Wielkopolski | GP Słowenii – Krško  | GP Niemiec – Teterow           | GP Polski – Toruń   | miejsce                | miejsce           | miejsce | miejsce | miejsce | miejsce | miejsce | miejsce | miejsce | miejsce | miejsce | miejsce | punkty | punkty | punkty | punkty | punkty | punkty | punkty | punkty | punkty | punkty | punkty | punkty |
| –                            | –                     | –                     | –                       | –                               | 3                               | –                               | –                    | –                              | –                   | 22                     | 22                | 22      | 22      | 22      | 22      | 22      | 22      | 22      | 22      | 22      | 22      | 3      | 3      | 3      | 3      | 3      | 3      | 3      | 3      | 3      | 3      | 3      | 3      |
| Sezon 2019                   |                       |                       |                         |                                 |                                 |                                 |                      |                                |                     |                        |                   |         |         |         |         |         |         |         |         |         |         |        |        |        |        |        |        |        |        |        |        |        |        |
| GP Polski – Warszawa         | GP Słowenii – Krško   | GP Czech – Praga      | GP Szwecji – Hallstavik | GP Polski – Wrocław             | GP Skandynawii – Målilla        | GP Niemiec – Teterow            | GP Danii – Vojens    | GP Wielkiej Brytanii – Cardiff | GP Polski – Toruń   | miejsce                | miejsce           | miejsce | miejsce | miejsce | miejsce | miejsce | miejsce | miejsce | miejsce | miejsce | miejsce | punkty | punkty | punkty | punkty | punkty | punkty | punkty | punkty | punkty | punkty | punkty | punkty |
| –                            | –                     | –                     | 7                       | –                               | –                               | –                               | –                    | –                              | –                   | 19                     | 19                | 19      | 19      | 19      | 19      | 19      | 19      | 19      | 19      | 19      | 19      | 7      | 7      | 7      | 7      | 7      | 7      | 7      | 7      | 7      | 7      | 7      | 7      |
| Sezon 2021                   |                       |                       |                         |                                 |                                 |                                 |                      |                                |                     |                        |                   |         |         |         |         |         |         |         |         |         |         |        |        |        |        |        |        |        |        |        |        |        |        |
| GP Czech – Praga             | GP Czech – Praga      | GP Polski – Wrocław   | GP Polski – Wrocław     | GP Polski – Lublin              | GP Polski – Lublin              | GP Szwecji – Målilla            | GP Rosji – Togliatti | GP Danii – Vojens              | GP Polski – Toruń   | GP Polski – Toruń      | miejsce           | miejsce | miejsce | miejsce | miejsce | miejsce | miejsce | miejsce | miejsce | miejsce | miejsce | punkty | punkty | punkty | punkty | punkty | punkty | punkty | punkty | punkty | punkty | punkty |        |
| 2                            | 1                     | 2                     | 3                       | 1                               | 1                               | 5                               | 3                    | 2                              | 8                   | 4                      | 15                | 15      | 15      | 15      | 15      | 15      | 15      | 15      | 15      | 15      | 15      | 32     | 32     | 32     | 32     | 32     | 32     | 32     | 32     | 32     | 32     | 32     |        |
| Sezon 2022                   |                       |                       |                         |                                 |                                 |                                 |                      |                                |                     |                        |                   |         |         |         |         |         |         |         |         |         |         |        |        |        |        |        |        |        |        |        |        |        |        |
| GP Chorwacji – Goričan       | GP Polski – Warszawa  | GP Czech – Praga      | GP Niemiec – Teterow    | GP Polski – Gorzów Wielkopolski | GP Wielkiej Brytanii – Cardiff  | GP Polski – Wrocław             | GP Danii – Vojens    | GP Szwecji – Målilla           | GP Polski – Toruń   | miejsce                | miejsce           | miejsce | miejsce | miejsce | miejsce | miejsce | miejsce | miejsce | miejsce | miejsce | punkty  | punkty | punkty | punkty | punkty | punkty | punkty | punkty | punkty | punkty | punkty |        |        |
| –                            | –                     | –                     | –                       | –                               | –                               | –                               | –                    | 5                              | –                   | 23                     | 23                | 23      | 23      | 23      | 23      | 23      | 23      | 23      | 23      | 23      | 5       | 5      | 5      | 5      | 5      | 5      | 5      | 5      | 5      | 5      | 5      |        |        |

| Statystyki        | Statystyki |
| ----------------- | ---------- |
| Starty            | 15         |
| Zwycięstwa        | 0          |
| Miejsca na podium | 0          |
| Finalista         | 0          |
| Punkty            | 49         |